# Lea Ahmed Jussilainen
Lea Ahmed Jussilainen, född 15 februari 1955 i London, är en svensk konstnär,
Lea Ahmed Jussilainen är uppvuxen i Helsingborg och studerade 1973–1977 vid Konstfack i Stockholm. Hon var 1977–1986 medlem av konstnärskollektivet Sapphos döttrar. Under denna tid utförde hon väggmålningar, bland andra en brandgavel vid Skanstull i Stockholm, Nyköpings lasarett, Gävle lasarett, Huddinge sjukhus och vårdcentralen i Vännäs. Ahmed Jussilainen är representerad vid Kalmar konstmuseum, Moderna museet, Nationalmuseum samt på museer i Helsingborg, Sundsvall och Norrköping.